# Mikóújfalu
Mikóújfalu (románul Micfalău, németül Mikoneudorf) község Romániában Kovászna megyében. Közigazgatásilag 2004-ig Málnás községhez tartozott, akkor önállóvá vált.

## Fekvése
Sepsiszentgyörgytől 23 km-re északra, a Nagy-patak Oltba ömlésénél fekszik. Málnástól 5 km-re északra van.

## Története
Alapítója gr. Mikó Miklós, aki 1763-ban üveghutát telepített ide a Zsombor-tetőre, és cseh, valamint német családokat telepített a hutához. A hutatelep – miután a hamuzsírfőzéshez szükséges erdőket kiirtották – 1782-ben Sepsibükszádra költözött. A falu eredetileg nem a mai helyén, hanem az Oltba ömlő Nagy- és Kicsi-patak völgyében feküdt, és csak 1812-ben települt mai helyére. Régi neve Gerebencs a szláv mart (= orom) jelentésű főnévből való. 1810-ig üvegcsűrnek is nevezték. 1876-ban került Felsőfehér vármegyétől Háromszékhez. 1910-ben 1570, túlnyomórészt magyar lakosa volt. A trianoni békeszerződésig Háromszék vármegye Sepsi járásához tartozott.
1992-ben 1975 lakosából 1952 magyar és 23 román volt.
2004-ben vált ki Málnás községből és szervezték önálló községgé.

## Látnivalók
- Római katolikus temploma 1826 és 1832 között épült az 1830-ban lebontott régi templom helyett, 1874-ben tornyát magasították.
- A volt görögkatolikus templomot ma az ortodoxok használják.
- Kis református temploma is van.

## Híres szülöttei
- Itt született 1956-ban Zakariás Erzsébet néprajzkutató.